# Kaj Ramsteijn
Kaj Ramsteijn (Zoetermeer, 17 januari 1990) is een voormalig Nederlands profvoetballer die doorgaans speelde als verdediger. Sinds 2020 komt hij uit in het amateurvoetbal, achtereenvolgens bij Kozakken Boys, IJsselmeervogels en FC Lisse. Hij genoot zijn jeugdopleiding bij Feyenoord.
Ramsteijn is naast zijn carrière als voetballer momenteel actief als scout bij Excelsior en contentcreator bij Voetbalprimeur.

## Biografie
Ramsteijn kwam werd op zijn tiende opgenomen in de jeugdopleiding van Feyenoord. Hij kwam over van amateurvereniging DWO Zoetermeer.
Op 23 januari 2010 mocht Ramsteijn van toenmalig Feyenoord-trainer Mario Been meetrainen met de selectie., maar tot een debuut kwam het niet. Feyenoord besloot om het contract van de verdediger te verlengen tot 2012, maar hij werd tevens verhuurd aan Excelsior. Ramsteijn gaf aan dat toenmalig Excelsior-trainer Alex Pastoor hem als centrale verdediger zag, iets wat bij Feyenoord niet altijd zeker was. Ramsteijn verwachtte niet meteen een basisspeler te zijn bij Excelsior. Ramsteijn maakte zijn debuut in het betaalde voetbal in een thuiswedstrijd tegen Roda JC Kerkrade. Ramsteijn kwam in de 83ste minuut in het veld voor Wouter Gudde. Ramsteijns eerste goal maakte hij in een uitwedstrijd tegen Willem II.
Ramsteijns spel leverde hem een terugkeer naar Feyenoord op. Teamgenoten Guyon Fernandez en Miquel Nelom maakten dezelfde stap. Ramsteijn kreeg van trainer Mario Been rugnummer 14. Hij maakte zijn debuut voor Feyenoord in een uitwedstrijd tegen zijn oude club Excelsior. Feyenoord won de wedstrijd met 0-2. Op 25 september 2011 scheurde Ramsteijn in de eerste helft tegen AZ Alkmaar de voorste kruisband van zijn linkerknie. Hij kwam in het seizoen 2011/2012 niet meer in actie. In de winter van 2013 ging Ramsteijn op huurbasis over naar VVV-Venlo. In het seizoen 2013-2014 speelde hij op huurbasis voor Sparta Rotterdam.
Ramsteijn tekende in juli 2014 een contract voor drie jaar bij CS Marítimo. Hiermee werd hij dat seizoen negende in de Primeira Liga. Zelf droeg hij hier in tien competitiewedstrijden aan bij.
Ramsteijn keerde na één jaar in Portugal terug naar Nederland en tekende in juli 2015 een contract tot medio 2017 bij Almere City, de nummer tien van de Eerste divisie in het voorgaande seizoen. In januari 2017 tekende Ramsteijn een contract tot eind 2019 bij Aalesunds FK in Noorwegen. Vanaf 2020 kwam hij drie seizoenen lang uit voor Kozakken Boys dat hij in 2023 verruilde voor IJsselmeervogels.

## Clubstatistieken
| 2010/11                        | Feyenoord          | Eredivisie      | 0   | 0 | 0  | 0 | 0  | 0 | 0   | 0 |
| 2010/11                        | → Excelsior        | Eredivisie      | 25  | 1 | 2  | 0 | 4  | 0 | 31  | 1 |
| 2011/12                        | Feyenoord          | Eredivisie      | 7   | 0 | 1  | 0 | —  | — | 8   | 0 |
| 2012/13                        | Feyenoord          | Eredivisie      | 0   | 0 | 0  | 0 | 0  | 0 | 0   | 0 |
| 2012/13                        | → VVV-Venlo        | Eredivisie      | 12  | 0 | 0  | 0 | 1  | 0 | 13  | 0 |
| 2013/14                        | → Sparta Rotterdam | Eerste divisie  | 29  | 0 | 1  | 0 | 0  | 0 | 30  | 0 |
| 2014/15                        | CS Marítimo        | Primeira Liga   | 10  | 0 | 3  | 0 | 1  | 0 | 14  | 0 |
| 2014/15                        | CS Marítimo B      | Liga Portugal 2 | 4   | 0 | —  | — | —  | — | 4   | 0 |
| 2015/16                        | Almere City        | Eerste divisie  | 30  | 0 | 2  | 0 | 4  | 0 | 36  | 0 |
| 2016/17                        | Almere City        | Eerste divisie  | 18  | 1 | 2  | 1 | 0  | 0 | 20  | 2 |
| 2017                           | Aalesunds FK       | Eliteserien     | 26  | 0 | 4  | 0 | —  | — | 30  | 0 |
| 2018                           | Aalesunds FK       | 1. divisjon     | 28  | 2 | 1  | 0 | 4  | 0 | 33  | 2 |
| 2019                           | Aalesunds FK       | 1. divisjon     | 13  | 1 | 1  | 0 | —  | — | 14  | 1 |
| 2020/21                        | Kozakken Boys      | Tweede divisie  | 5   | 0 | 1  | 0 | —  | — | 6   | 0 |
| 2021/22                        | Kozakken Boys      | Tweede divisie  | 24  | 2 | 2  | 0 | 6  | 0 | 32  | 2 |
| 2022/23                        | Kozakken Boys      | Tweede divisie  | 30  | 0 | 3  | 1 | —  | — | 33  | 1 |
| 2023/24                        | IJsselmeervogels   | Derde divisie   | 24  | 0 | 1  | 0 | —  | — | 25  | 0 |
| 2024/25                        | IJsselmeervogels   | Derde divisie   | 12  | 0 | 2  | 0 | —  | — | 14  | 0 |
| Carrière totaal                | Carrière totaal    | Carrière totaal | 297 | 7 | 26 | 2 | 20 | 0 | 343 | 9 |
| Bijgewerkt op 27 december 2024 |                    |                 |     |   |    |   |    |   |     |   |